# Chilly-Mazarin
Chilly-Mazarin là một xã ở tỉnh Essonne thuộc vùng Île-de-France miền bắc nước Pháp.
Theo điều tra dân số năm 1999, dân số xã này là 17.737 người. Ước tính dân số năm 2005 là 18.700.
Danh xưng cư dân địa phương Chilly-Mazarin trong tiếng Pháp là Chiroquois.